# 多洛羅索 (密西西比州)
多洛羅索（英語：Doloroso）是位於美國密西西比州威爾金森縣的非建制地區。

## 歷史
多洛羅索的郵局於1890年設立，其後於1955年停運。

## 地理
多洛羅索所處的海拔為高於海平面91米（即299英呎），而該地所採用的時區為UTC-6，即北美中部時區（CST）。同時該地設有夏令時間，為UTC-6調快一小時，即UTC-5（CDT）。